# サンピエール島・ミクロン島

サンピエール島およびミクロン島
Collectivité territoriale de Saint-Pierre-et-Miquelon

サンピエール島およびミクロン島（フランス語: Saint-Pierre-et-Miquelon）は、北アメリカにあるフランス領の群島。カナダ・ニューファンドランド島の南、セントローレンス湾内にある。サン＝ピエール島はニューファンドランド島南部ビューリン半島西端から南西19kmにあり、ミクロン島は同じくビューリン半島西端から南西21kmにある。元は海外領土であり、その後特別な地位を持つ地方自治体、現在は海外準県（collectivité d'outre-mer; COM）となっている。
群島を構成するのは主に2つの島である。サン＝ピエール島は海外準県の人口のおよそ86％が集中する最小の島であり、ミクロン島は3つの半島で構成されている。他にも無人島や小島がある（ヴェルト島の主権は、フランスとカナダの間で係争中である）。
群島は、アメリカ大陸に7つあるフランス領土（グアドループ、マルティニーク、ギュイヤンヌ・フランセーズ、サン・マルタン島、サン・バルテルミー島、クリッパートン島）の1つであり、18世紀半ばの七年戦争で失われたヌーヴェルフランスの北アメリカ唯一の名残である。

## 由来

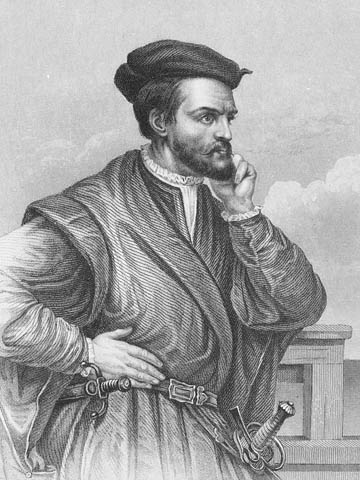
島の名をつけたジャック・カルティエ

1520年、ポルトガル人航海者ジョアン・アルヴァレス・ファグンデスは、ケルンのウルスラに敬意を表して（上陸日が聖名祝日であった）、群島を『1万1千人のおとめ群島』（l'archipel des onze mille vierges）と名付けた。その後1536年6月に航海中であったジャック・カルティエは聖ピエール島（Isle Sainct Pierre）と名付けた。ピエール（ペトロ）は漁師の守護聖人である（同様に、アンドレ、パドヴァのアントワーヌ、ミラのニコラ、ヴェローナのゼノンも漁師の守護聖人である）。
ミクロンという名は、ニューファンドランド島へ向かう途上であったバスク人船長マルティン・オヤルサバルが、16世紀に記した航海マニュアルにおいて、Micquelleという形で見いだせる。ミクロンというのはおそらく、ミシェル（Michel）という人名から派生したものと考えられる。なお、この人名に対応するバスク語での形は、厳密にはミケル（Mikel）となる。
隣接する島の名称、ラングラードは1610年から1675年にTerra England、1670年のヴィシェール地図においてLanglois、1674年のドニ・ド・ロティス地図でc dangleterre、1675年のソーントン地図でLanaloy、1675年にI anglois miclon、1677年にAngueleterraco、1693年にLanglois、1694年にCap de Langlais、1700年と1719年、1721年の地図ではLangloisというつづりであったことが証明されている。

## 歴史
島を訪れたのはパレオ・エスキモー人（fr）である。それは、グロスウォーター人（紀元前800年から紀元前100年頃。古パレオ・エスキモー人）、そしてドーセット人（西暦100年から900年頃、ドーセット文化を生み出す。新パレオ・エスキモー人）である。1100年から1500年の間に、ベオスック（fr）の祖先たちがサン＝ピエール島のアンス・オ・アンリに居住地をかまえた。

### 植民地化

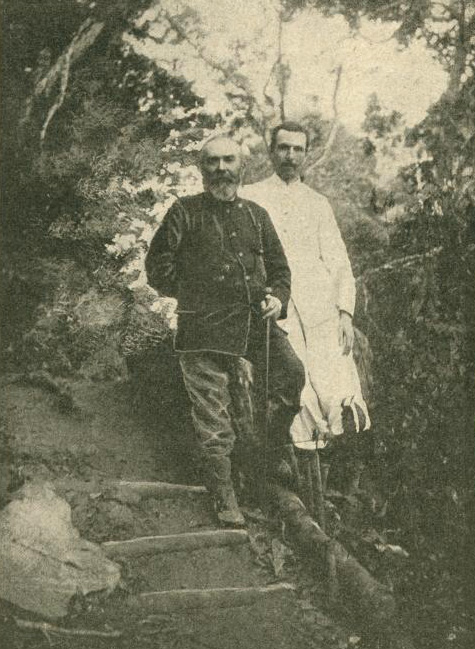
アンリ＝フェリックス・ド・ラモットは、19世紀後半にサンピエール島およびミクロン島の司令官その後総督となった
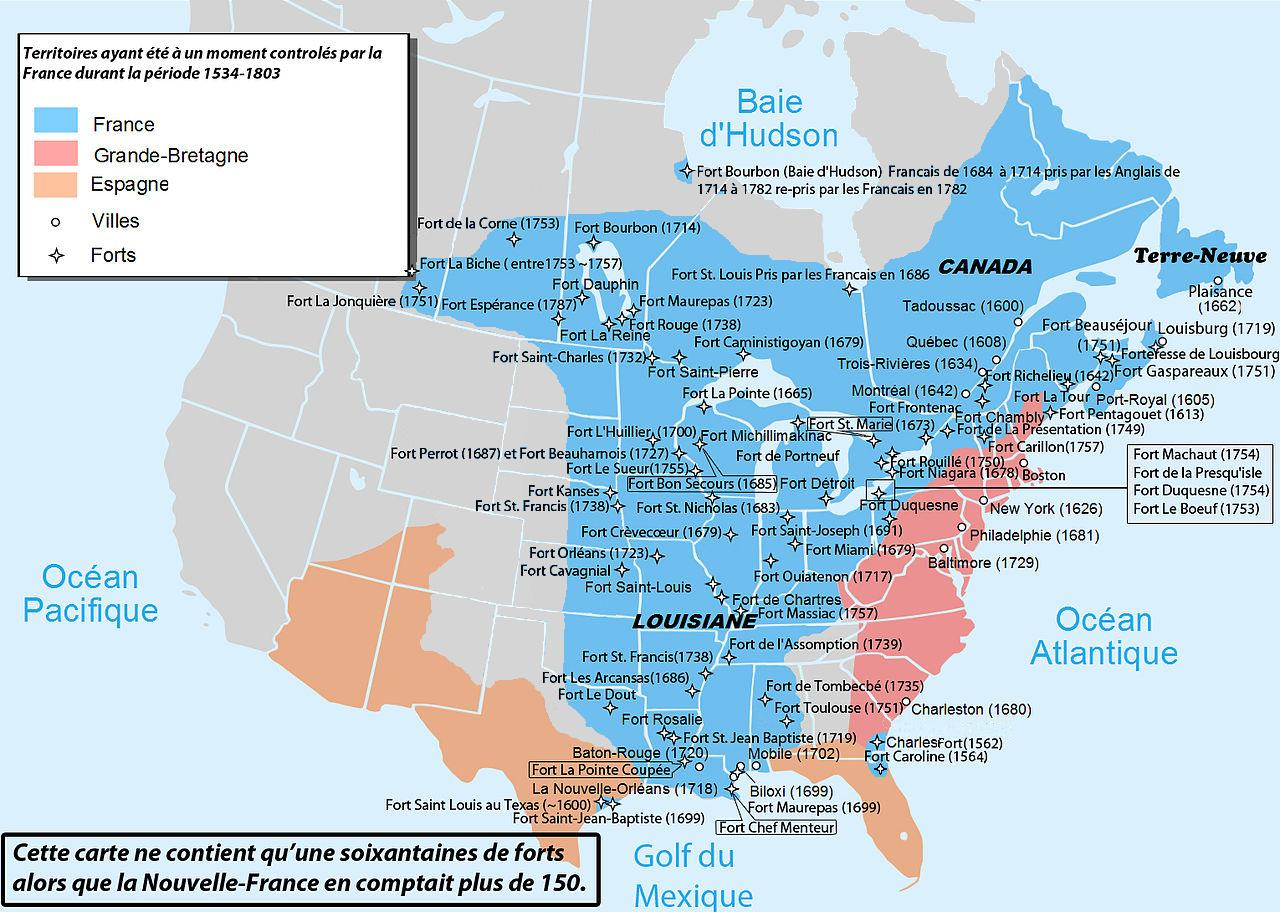
1713年以降、ユトレヒト条約によってヌーヴェルフランスはサンピエール島およびミクロン島を失った
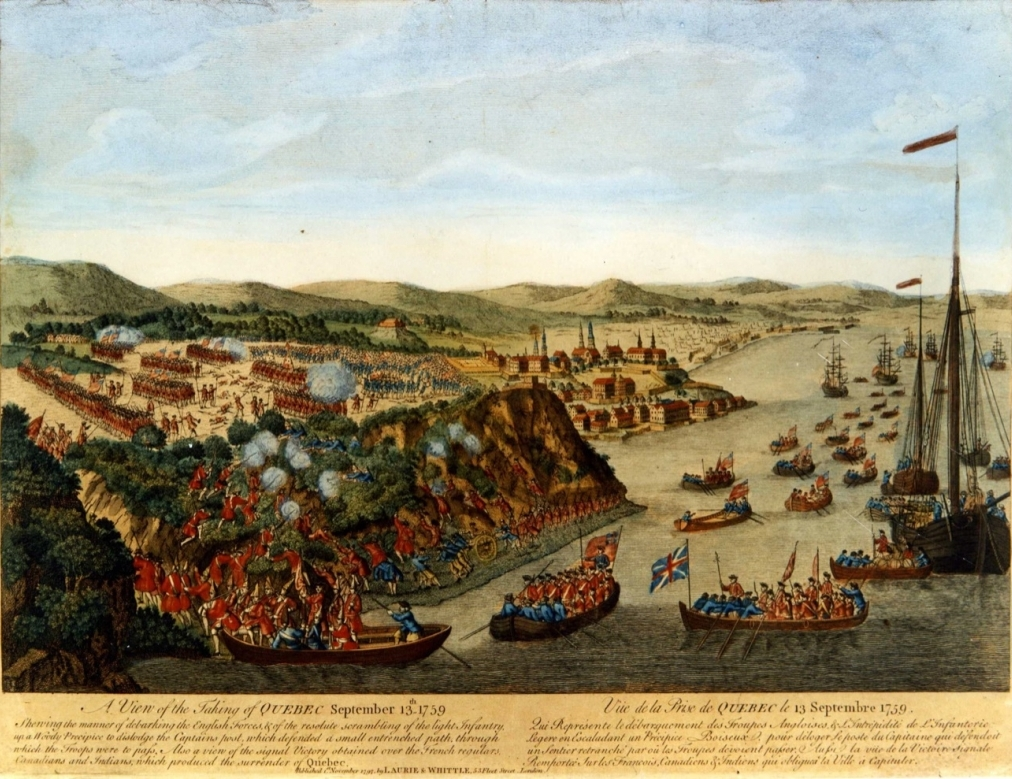
1759年のケベック征服は、サンピエール島およびミクロン島がフランスに復帰する1763年のパリ条約の源となった

ポルトガル人航海士ジョアン・アルヴァレス・ファグンデスが島に上陸した1520年10月21日の日付が、発見日としてしばしば引用されるが、島の発見はもっと古かった可能性がある。1497年にジャン・カボットが発見していたというものである。また、航海者たちの間で1524年にヴェラッツァーノが発見していたと引用されている。ともかく、16世紀に島々はノルマン人漁師、ブルトン人漁師、バスク人漁師の拠点となり、バスク人漁師が最初に恒久的な拠点を築いたのは1604年にさかのぼる。バスク人たちはそこで捕鯨を行っていた（北アメリカでの捕鯨が早くから行われていたことを参照すれば、日付がさらに古くなる）。捕獲されていたのは間違いなくタイセイヨウセミクジラ、ホッキョククジラ、コククジラであった。こうした漁師たちの生まれが、サンピエール島およびミクロン島の旗に表現されている。
しかし、18世紀、1713年にユトレヒト条約が批准され、コート・フランセーズ・ド・テール＝ヌーヴとして知られる、ニューファンドランド島沿岸で独占的に漁業を行う権利がフランスに付与されると、島は放棄された。その後、1763年のパリ条約で、サンピエール島およびミクロン島はフランスに復帰した。アメリカ軍とフランス軍に敗北した後、ノバスコシアに駐留していたイギリス軍は島々を攻撃し、1755年に住民たち（アカディア人追放によって生まれた難民たちを含む）を国外追放とした。しかし、群島は1783年のヴェルサイユ条約で再びフランス領となった。
数名の著名な旅行者が未開発の島々を訪れた。1768年に地理学者ジャン＝ドミニク・カッシーニ、1791年には文筆家シャトーブリアンが訪れ、著作『墓の彼方の回想』において群島を不滅のものとした。
フランス革命のさなか、アカディア人のコミュニティはマドレーヌ諸島に避難するために突然ミクロン島を離れた。それは、サン＝ピエール島の共和国派運動が、1793年の新たなイギリスの攻撃で突然終了したからである。ルイ18世による復古王政まで、フランス領サンピエール島およびミクロン島に対してイギリスの攻撃が減少することはなかった（当時のノバスコシアはイギリス領であった）。

### 植民地の発展と初期の繁栄
北アメリカとニューファンドランドの漁場への途上にある簡素な足跡、そして古のヌーヴェルフランス最後の名残である、漁師が暮らす小さなフランス植民地を研究する当時の著名な訪問者の中には、1850年代に訪れた外交官で文筆家のアルテュール・ド・ゴビノー、1888年から1890年まで群島に滞在した医師アルベール・カルメットがあげられる。
19世紀後半、タラ漁のおかげでサンピエール島およびミクロン島は著しい経済成長を遂げた。
群島はフランス領植民地であったためアメリカの法律（ボルステッド法）が適用されず、アメリカの禁酒法時代に特別な役割を果たした。1919年から1933年にかけて、カナダおよびアメリカ沿岸にフランス産ワインとウィスキーを密輸する、酒の密貿易で真の繁栄を享受した。カナダで建造されるか、サン＝ピエール島民が組み立てたスクーナー船かスピードボート（ラム・ランナーと呼ばれた）で酒を密輸したのである。これがブートレッガー（fr、酒の密輸業者）の時代である。
1933年に禁酒法が解除されるまで、年間最大30万ケースのアルコール飲料が群島を通過した。アルコール飲料のケースに使われた木材は島で放棄され、燃料に使われるか、全体が同名の酒の木箱で建てられたヴィラ・カティ・サークを含む多くの住宅建設に使われた。1970年代には、酒のケースやフランス産シャンパンの板で覆われた小屋がサン＝ピエール島にまだあった。
ニューファンドランドの船乗りたちは木箱に入った酒を受け取った。彼らはジュート袋に酒を移し替えて、木材を回収した。密輸船がアメリカの沿岸警備隊の船に妨害されると、警備隊が前進してくる船の反対側で、酒の入った袋を海に投げ込めば十分だった。袋はすぐに沈んだ。警備隊の乗員が乗り込んだ時には、密輸の痕跡は深海に沈んでしまっていた。貨物は失われたが、犯罪者を刑務所での苦しみから救った。密輸で逮捕される危険は、送料の一部に上乗せされており、受取人が支払う法外な金額を正当化していた。これにより、本当にヨーロッパから輸入された酒よりも、安価な密造酒が広まることになった。

### 第二次世界大戦
第二次世界大戦中、1940年6月22日の停戦とドイツ軍によるフランス一部占領の後、サンピエール島およびミクロン島はヴィシー政府管理下に置かれた。
群島の総督ジルベール・ド・ブルナは、フランスの金準備金で賄われた助成金を手に入れるため、アメリカ当局と交渉しなければならなかった。彼は直属の上司であるジョルジュ・ロベール提督から委任されたのである。提督は、1939年9月に西大西洋地域担当高等弁務官（グアドループ、マルティニーク、サンピエール島およびミクロン島、フランス領ギアナに対する権限を持つ）に任命されていた。
同じ時期に、隣国カナダは、アメリカ政府の後援で、サンピエール島およびミクロン島を占領するための上陸計画を準備していた。ヴィシー政府のプロパガンダ放送を行うラジオ局が群島に所在することを含む、いくつかの口実が提示された。一部の人々は、このラジオ局がニューファンドランドの漁場で活動するドイツのUボートを支援したとさえ主張していた。カナダ首相マッケンジー・キングはこうした計画の実行を許可しなかった。
この時代、地質学者エドガール・オベール・ド・ラ・リュエ（fr）がサン＝ピエール島に居住していた。
アメリカおよびカナダ両政府と意見が相違していたにもかかわらず、ロンドンのド・ゴール将軍の命令で、エミール・ミュゼリエ海軍中将（fr）は、サンピエール島およびミクロン島に上陸した（fr、自由フランスによるサンピエール上陸）。上陸は、アメリカとカナダの当局が知らぬ間に行われ、そして助言に反していたが、チャーチルから最初に同意を取り付けていた。この1941年12月24日の出来事によって大いに議論が巻き起こり、ルーズヴェルト大統領のド・ゴールに対する不信感が強くなった。ミュゼリエ海軍中将は、自由フランスに有利な国民投票を組織した。したがって、サンピエール島およびミクロン島は、自由フランスに参加した最初のフランス領土となった。
3年後の1944年6月6日、キーファー中佐の指揮でノルマンディーに上陸した自由フランス海軍フュージリアー海兵隊第1大隊177名の中には、ルネ・オータン兵長がいた。オータンはサンピエール島およびミクロン島が自由フランスに合流した後、自由フランス軍に加わった。オータンは1921年10月27日に群島で生まれ、1960年1月11日に群島で死去した。

### 現代
第二次世界大戦後、1946年に旧植民地から海外領土（Territoire d'outre-mer、TOM）に昇格した。
1960年1月3日、サンピエール島およびミクロン島全体議会の全議員14人のうち11人と、元老院議員アンリ・クレーローは、群島に新たにフランス・フランを導入したことで発生した経済危機を非難するため辞職した。
ド・ゴール将軍は、有名なケベック訪問に出発する前、防空巡洋艦コルベールに乗船して1967年7月20日に島を訪問し、自由フランスにおいてサンピエール島およびミクロン島が果たした役割に謝意を示した。これはフランス国家元首が行ったわずか4回のサンピエール島およびミクロン島訪問の1つである（他は1987年のミッテラン、1999年のシラク、2014年のオランドによるもの）。
1976年7月19日、海外領土はさらに共和国との統合を進め、海外県（département d'outre-mer、DOM）となった。1985年6月11日の85-595法によって特別地方自治体の地位を獲得した。2003年3月28日の憲法改正は、海外準県（collectivités d'outre-mer、COM）というカテゴリーを創設し、ここにサンピエール島およびミクロン島が含まれた。現在の地位は、2007年2月21日の基本法第2007-223によって、地方自治体の一般規定に固定されている。
伝統的に、サンピエール島およびミクロン島は、200海里の排他的経済水域に付随する漁業権のため、大きな経済的関心を示してきた。こうした国際ルールの適用について仏加間の異なる解釈が、カナダ側がフランスのトロール船クロワ・ド・ロレーヌ号を拿捕した1988年から生じた。
1992年にニューヨークで行われた国際的な仲裁によって、以後、群島に東に12海里、西に24海里、幅が10海里で南北に長い全長200海里の回廊が、排他的経済水域として割り当てられた。

## 地理

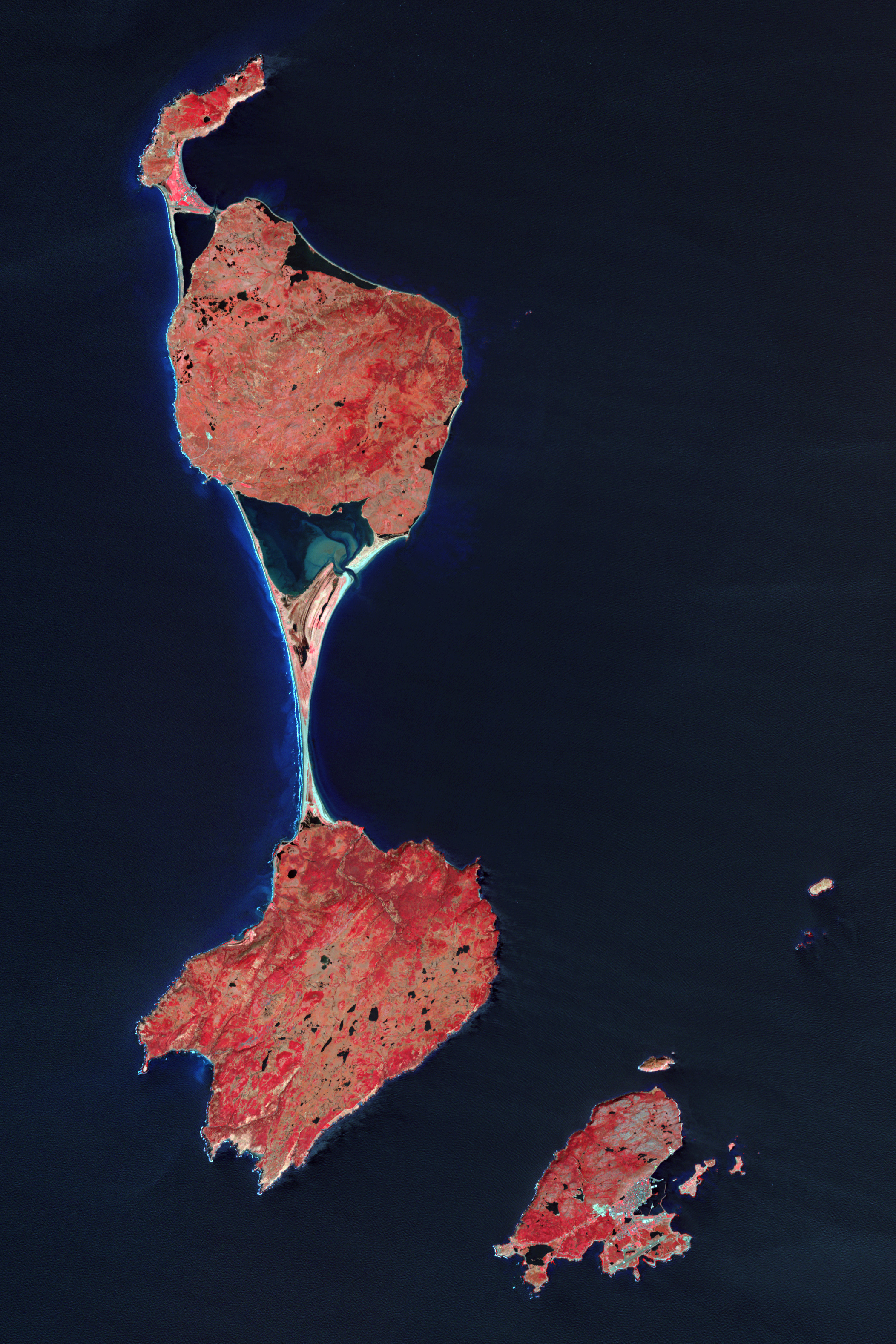
衛星写真

サンピエール島およびミクロン島は8つの島からなる小さな群島で、面積は合計242㎢、標高は低く浸食されている（ミクロン島のモルヌ・ド・ラ・グランド・モンターニュで240m、サン＝ピエールで210m）。火山岩（ミクロン島とサン＝ピエール島）、先カンブリア紀からの造山運動とアパラチア山脈の連なりから生じた様々な変成岩（ラングラード島、ル・カップ半島）で構成されている。景観はごつごつして荒々しく、大きくえぐられた海岸があり、これらはニューファンドランド島やセント・ローレンス川河口まで氷河で覆われた最終氷期にすべて形作られた。
群島は本質的に、小さなサン＝ピエール島と、最大のミクロン島からなる。この2つの島を隔てる約5.5kmの海峡の名は、興味深いことにラ・ベイ（La Baie、湾を意味する）という。ミクロン島は、北西のル・カップ、北のグランド・ミクロン、南のラングラードという3つの半島からなる。グランド・ミクロンの南側にはグラン・バラショワ潟湖（ラグーン）がある。グランド・ミクロンとラングラードは、1793年以降、海難で難破した多数の船舶のおかげで生まれた砂の地峡（二重のトンボロ）によって接続された。
内陸部は主に泥炭質の湿原、潟湖、針葉樹主体の希少な森林地帯となっている（フランス唯一のタイガ）。ベル・リヴィエールという名にふさわしい1本の川が、ラングラード島を南から北に流れている。
サン＝ピエール港の南東に小島や無人島がある。マラン島（旧シアン島、かつて有人島）、ピジョン島、ヴァンクール島、そしてサン＝ピエール島の北にあるグラン・コロンビエ島である。さらに東、ビューリン半島の方向にあるヴェルト島は領海の境界にある。島の主権は不透明であり、カナダがそこに灯台を建てた。ヴェルト島に加え本島の1300m南にあるL'Enfant perdu de l'Île Verteと名付けられた岩は、公式にフランスだけの領土である。
地理学者のアンリ・ボリグ（fr）は以下のように群島について述べている。『いずれにせよ、4000人の住民が定住し、木造の住宅は明るい色彩で彩られ、低い窓は花のほほえみで照らされる。庭は愛情込めて手入れされ、木靴のコツコツ鳴る音が不規則に通りに聞こえ、ノルマンディーやブルターニュの話し言葉がバスク地方のより活気ある訛りと混ざり合って聞こえてくる。サン＝ピエールはまさに、アメリカ大陸の沿岸にある古きフランスの一部分である。』

### 気候
気候はニューファンドランドの気候の進行に従っている。冷涼で湿度の高い海洋性気候であり（年間平均降雨量1500mm、湿度80％以上）、海から適度に緩和される。出現する大西洋低気圧に急速にくまなく覆われ、群島は北極圏の寒気と穏やかな海洋性の気団とがぶつかる場所になる。また、暖かいメキシコ湾流と冷たいラブラドール海流が出会う場所でもある。したがって、冬期に－10℃以下になることはなく、冬の平均気温は5℃で、頻繁に降雪がある。夏期の平均気温は16℃で、6月から7月にかけて濃霧（ニューファンドランドの有名な霧の層）が発生する日もある。風の要素、または風による冷却も重要である。
| サンピエール島およびミクロン島の気候                        | サンピエール島およびミクロン島の気候 | サンピエール島およびミクロン島の気候 | サンピエール島およびミクロン島の気候 | サンピエール島およびミクロン島の気候 | サンピエール島およびミクロン島の気候 | サンピエール島およびミクロン島の気候 | サンピエール島およびミクロン島の気候 | サンピエール島およびミクロン島の気候 | サンピエール島およびミクロン島の気候 | サンピエール島およびミクロン島の気候 | サンピエール島およびミクロン島の気候 | サンピエール島およびミクロン島の気候 | サンピエール島およびミクロン島の気候 |
| 月                                                          | 1月                                  | 2月                                  | 3月                                  | 4月                                  | 5月                                  | 6月                                  | 7月                                  | 8月                                  | 9月                                  | 10月                                 | 11月                                 | 12月                                 | 年                                   |
| ----------------------------------------------------------- | ------------------------------------ | ------------------------------------ | ------------------------------------ | ------------------------------------ | ------------------------------------ | ------------------------------------ | ------------------------------------ | ------------------------------------ | ------------------------------------ | ------------------------------------ | ------------------------------------ | ------------------------------------ | ------------------------------------ |
| 最高気温記録 °C （°F）                                      | 9.8 (49.6)                           | 9.0 (48.2)                           | 12.2 (54)                            | 13.8 (56.8)                          | 22.0 (71.6)                          | 25.1 (77.2)                          | 28.3 (82.9)                          | 25.8 (78.4)                          | 26.8 (80.2)                          | 20.0 (68)                            | 14.4 (57.9)                          | 12.8 (55)                            | 28.3 (82.9)                          |
| 平均最高気温 °C （°F）                                      | −0.1 (31.8)                          | −0.7 (30.7)                          | 1.0 (33.8)                           | 4.3 (39.7)                           | 8.5 (47.3)                           | 12.5 (54.5)                          | 16.7 (62.1)                          | 18.7 (65.7)                          | 16.0 (60.8)                          | 11.2 (52.2)                          | 6.8 (44.2)                           | 2.7 (36.9)                           | 8.2 (46.8)                           |
| 日平均気温 °C （°F）                                        | −2.6 (27.3)                          | −3.2 (26.2)                          | −1.4 (29.5)                          | 2.0 (35.6)                           | 5.6 (42.1)                           | 9.6 (49.3)                           | 14.1 (57.4)                          | 16.2 (61.2)                          | 13.5 (56.3)                          | 8.9 (48)                             | 4.5 (40.1)                           | 0.4 (32.7)                           | 5.7 (42.3)                           |
| 平均最低気温 °C （°F）                                      | −5.2 (22.6)                          | −5.7 (21.7)                          | −3.7 (25.3)                          | −0.4 (31.3)                          | 2.8 (37)                             | 6.7 (44.1)                           | 11.5 (52.7)                          | 13.8 (56.8)                          | 11.0 (51.8)                          | 6.6 (43.9)                           | 2.3 (36.1)                           | −1.9 (28.6)                          | 3.2 (37.8)                           |
| 最低気温記録 °C （°F）                                      | −17.4 (0.7)                          | −18.7 (−1.7)                         | −18.1 (−0.6)                         | −9.8 (14.4)                          | −4.5 (23.9)                          | 0.8 (33.4)                           | 4.9 (40.8)                           | 5.8 (42.4)                           | 1.7 (35.1)                           | −2.6 (27.3)                          | −9.2 (15.4)                          | −14.6 (5.7)                          | −18.7 (−1.7)                         |
| 降水量 mm （inch）                                          | 102.3 (4.028)                        | 101.0 (3.976)                        | 100.8 (3.969)                        | 97.6 (3.843)                         | 102.6 (4.039)                        | 103.7 (4.083)                        | 99.5 (3.917)                         | 93.3 (3.673)                         | 141.4 (5.567)                        | 135.9 (5.35)                         | 133.9 (5.272)                        | 114.7 (4.516)                        | 1,326.7 (52.232)                     |
| 平均降雨日数                                                | 3.03                                 | 4.07                                 | 5.17                                 | 8.83                                 | 12.87                                | 14.60                                | 18.50                                | 11.27                                | 6.33                                 | 4.13                                 | 4.70                                 | 3.53                                 | 97.03                                |
| 平均降雪日数                                                | 22.63                                | 19.00                                | 15.25                                | 7.36                                 | 0.89                                 | 0.04                                 | 0.0                                  | 0.0                                  | 0.0                                  | 1.00                                 | 4.40                                 | 3.20                                 | 73.77                                |
| 平均月間日照時間                                            | 49.6                                 | 70.2                                 | 115.5                                | 131.9                                | 165.8                                | 172.6                                | 164.8                                | 173.5                                | 156.1                                | 119.0                                | 63.0                                 | 45.4                                 | 1,427.3                              |
| 出典：Météo France (Averages are for the period 1981–2010.) |                                      |                                      |                                      |                                      |                                      |                                      |                                      |                                      |                                      |                                      |                                      |                                      |                                      |

### 動物相と植物相

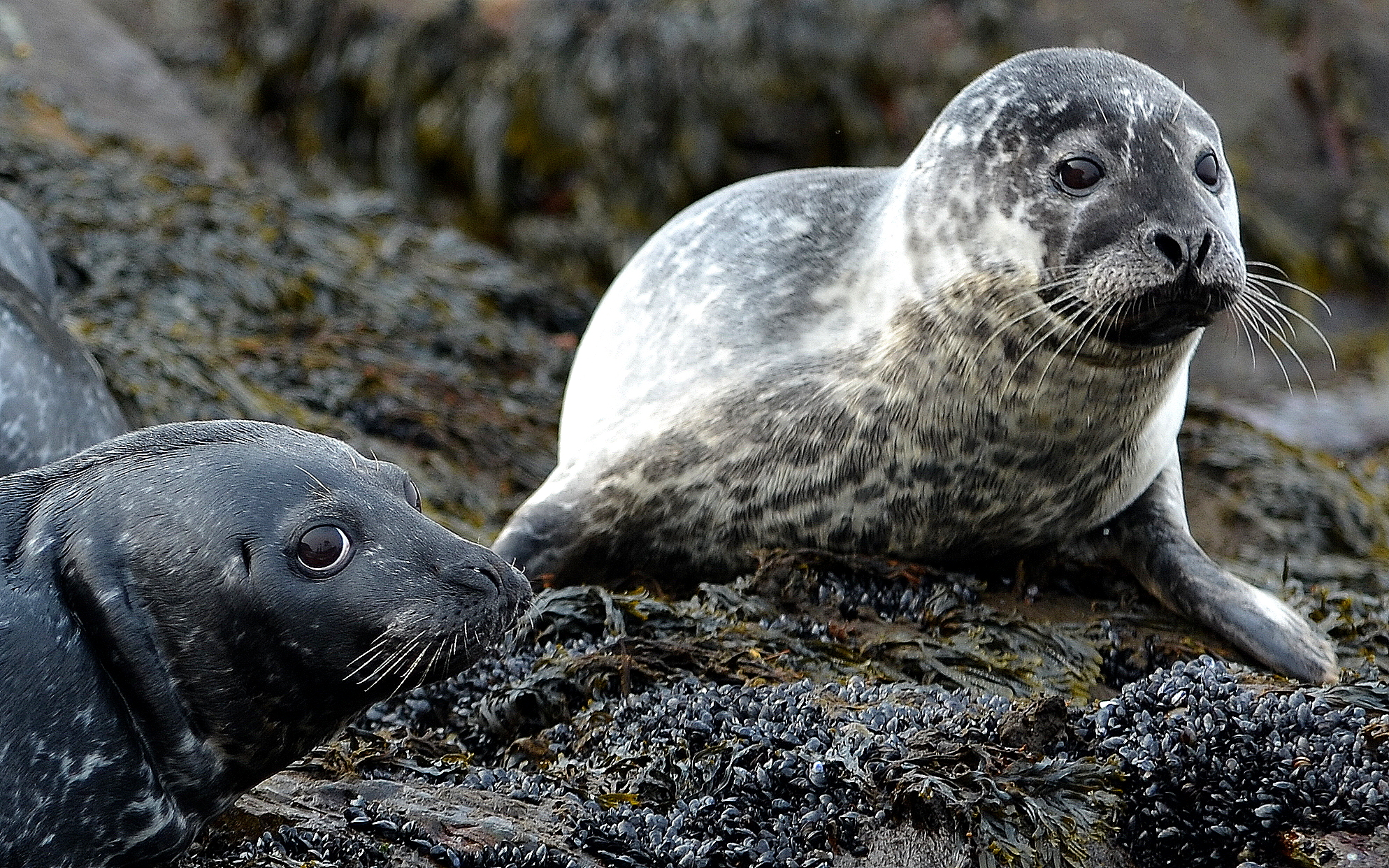
2018年に撮影された群島のゴマフアザラシ

群島の主要な哺乳類は、狩猟目的で導入されたオジロジカ、ユキウサギ、ホッキョクウサギである。アカギツネは群島固有種である可能性がある。アメリカハタネズミも自治体内で見つかっている。
サンピエールの湖では、サーモントラウトとウナギが動物相で優勢である。群島の海洋生物の視点から見れば、ゴマフアザラシ、ハイイロアザラシ、ズキンアザラシ、ザトウクジラ、ナガスクジラ、ミンククジラ、シャチ、イルカがあげられる。淡水にはカワマス、ワカサギ、トゲウオ、サーモンが見られる。
鳥類では、およそ320種がいる。カモ、ホオジロ、アメリカムシクイ科、ヒタキ、ミソサザイ、コガラ、ユキホオジロ、ヒバリである。
群島の植物の多様性は、その一部が、荒涼としたシダおよび北極圏の低木で構成される。

### 交通

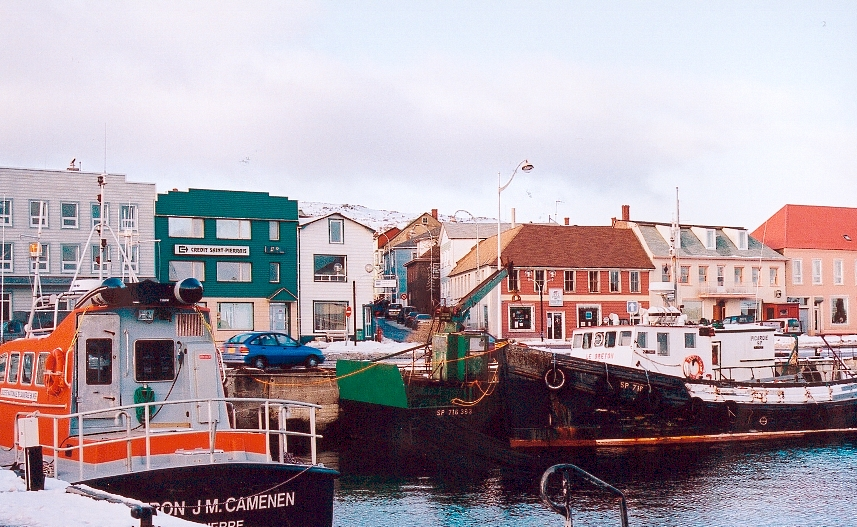
サン＝ピエール港

サン＝ピエールには空港があり、そこからカナダの数か所の空港や、ミクロンの小さな飛行場へ定期的に運行している。海上輸送により、サン＝ピエール港とノバスコシア州のハリファックス港が接続されている。
群島と本土の間には、海上でも航空でもない定期的な路線はない。ただし、2018年7月2日以降、エール・サン＝ピエールは、国の支援を受けて公共サービスの一環として、パリ＝シャルル・ド・ゴール空港から週一回の定期便を運航している。この便を7月から8月までASL航空フランスが運航する。

## 行政と社会体制

### 地位
サンピエール島およびミクロン島は、憲法第74条の体制下にある海外準県で、『サンピエール・エ・ミクロン海外準県』（collectivité territoriale de Saint-Pierre-et-Miquelon）と呼ばれている。したがって、県（département）でも地域圏（région）でもない。
自治体は、サン＝ピエールとミクロン＝ラングラードの2つのコミューンで構成されるが、海外準県全体の主都はサン＝ピエールに置かれている。
フランス語は、公的サービス向けの唯一周知された義務言語である。行政権は分権化され、主に海外準県評議会議長に移管されている。この評議会は、現地において特定の立法権限を持つが、関税、税制、都市計画における完全な自治権をもっている。その結果、国家による公共サービス機関が利用可能になり、フランス・メトロポリテーヌまたは外国から群島に入ってきた全ての商品が、いくつかの例外を除いて、税関によって課税される。富裕連帯税（fr）がなく、不動産富裕税（fr、2018年初頭に富裕連帯税から置き換えられた）もない。
サンピエール島およびミクロン島は、1997年のアムステルダム条約で認められたフランスの最外部地域（fr）とは異なり、EUの不可欠な部分ではない。つまり現在のフランスにおいて最外部地域とは、憲法第73条によってのみ治められる自治体（マルティニーク、グアドループ、ギュイヤンヌ・フランセーズ、レユニオン、マヨット）と、サン・マルタン島（憲法第74条）となる。EUに関連するその地位は、海外領土（fr、PTOM）である。しかしながら、海外準県の市民はフランス国籍とフランス憲法によってフランスのパスポートを持ち、全てのフランス市民と同様にヨーロッパ議会のフランス代表議員選挙やそのほか全ての国政選挙に参加できる。1999年以降、フランスの地域圏と同様に通貨はユーロである。かつては、1973年まで通貨はCFAフランで、その後フランス・フランであった。サンピエール島およびミクロン島は、EUの領域の一部でもなければ、シェンゲン協定の一部でもない。

### 海外準県評議会
海外準県評議会は、フランス領内の他にある地域圏評議会や県評議会とほぼ同じ権限を行使して、自治体全体を治めている。海外準県評議会は、2つのコミューンに対応する2選挙区から選出された19人の議員で構成される（サン＝ピエール選挙区15名、ミクロン＝ラングラード選挙区4名）。これは憲法第74条に該当するが、税関、税制、都市計画および住宅政策を含む特定の分野を除いて、共和国の法律が直接サンピエール島およびミクロン島に適用される。
また、群島には、海外準県評議会の要請に応じて、その能力の範囲内で質問に意見を述べることのできる経済社会委員会がある。

### 国政
海外準県は、以下のように共和国議会に代表を送っている。
- 直接選挙により選出された国民議会議員
- 選挙人による間接選挙で選ばれた元老院議員
- 経済社会環境理事会（fr）議員

海外準県の有権者は、ヨーロッパ議会のフランス代表議員選挙にも参加している。

### 国家行政
サンピエール島およびミクロン島には、以下の国家行政サービスの地方分局が置かれている。
- 国土食糧海洋局
- 社会統合・職業・雇用局
- 地方厚生局[24]
- 税務局
- 会計局
- アカデミー・ド・カーン付属国民教育局
- 国境警備隊
- 国家憲兵隊司令部
- 税関
- フランス海軍 - ブレストに拠点がある大西洋艦隊司令部に属する
- サン＝ピエール・ポワント・ブランシュ飛行場における民間航空サービス

サン＝ピエールには、海外準県において国家を代表する知事が長を務める知事局がある。知事は共和国大統領が任命する。司法には、控訴上級裁判所、第一審裁判所、行政裁判所がある。海外準県会計局は海外準県の財政を管理し、本土のノワジエル（セーヌ＝エ＝マルヌ県）に本部を置く。
領事館室、農事室、商工会議所、手工芸職人組合は、公共施設にまとめられている。

### 国家憲兵隊
サンピエール島およびミクロン島国家憲兵隊司令部（COMGENDPM）は、中佐の指揮下において27名の現役兵と4名の予備役で構成される。1816年以降、国家憲兵隊が島に駐留している。最初は国家憲兵隊駐在所と呼ばれ、この分遣隊は1957年9月1日にサンピエール島およびミクロン島国家憲兵隊支部となり、1968年12月1日に隊となり、2003年5月1日より司令部となった。活動の主な部分は、社会秩序と公共の平和を維持するため、情報収集と犯罪予防に集中する。安全保障の一部として、また防衛力および軍事力として、国家憲兵隊は北アメリカに所在するフランス領においてフランスの存在を確認する主権の力にもなっている。

## 住民と社会

### 人口統計

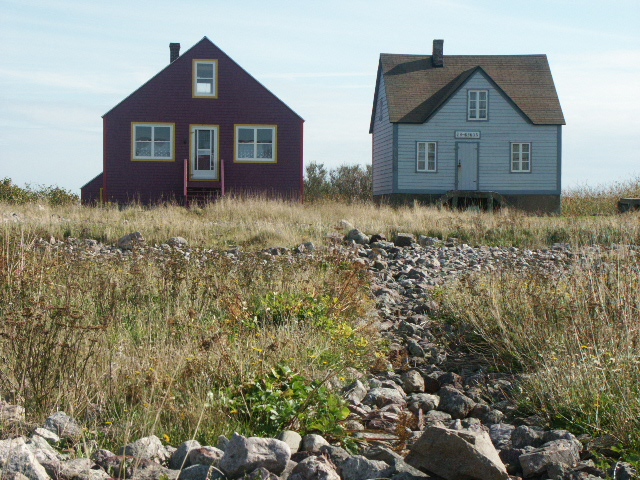
マラン島の民家

第一次世界大戦から20世紀に終わりにかけてゆっくりと人口は増加し、以後わずかに減少した。INSEEによると、2013年1月1日時点のサンピエール島およびミクロン島の人口は6057人、そのうち主都サン＝ピエールは5430人、ミクロン＝ラングラードは627人だった.。2017年1月1日時点では、INSEEによるとミクロン＝ラングラードに641人、サン＝ピエールに5633人がおり、サンピエール島およびミクロン島海外準県全体で6274人の人口があった。
サンピエール島およびミクロン島で話されるフランス語は、ノルマンディーやブルターニュで話されるものと似ている。住民のほとんどは、ノルマン人、ブルトン人、バスク人の入植者の子孫である。アカディア人の子孫がささやかな数である一方、住民はイギリス人やアイルランド人との親子関係を強調する。これは、家庭内で作業を維持していくために19世紀から20世紀半ばまで、上記の入植者の男性たちと、ニューファンドランド島沿岸生まれの若い女性たち（イギリス系とアイルランド系）が結婚してきた結果である。
英語は非常に一般的で、住民の大部分が第二言語として話している。群島は、英語を話すアメリカ人とカナダ人の観光客を大勢受け入れているため、観光分野で非常に便利である。漁業の専門職の管理者においては、ニューファンドランドまたは他の地域の漁師とコミュニケーションをとるのに非常に便利である。
| 1816年 | 1820年 | 1831年 | 1847年 | 1848年 | 1860年 | 1870年 |
| ------ | ------ | ------ | ------ | ------ | ------ | ------ |
| 600    | 800    | 1100   | 1665   | 2130   | 2916   | 4750   |
| 1880年 | 1882年 | 1887年 | 1892年 | 1897年 | 1902年 | 1907年 |
| 4916   | 5439   | 5929   | 6247   | 6352   | 6432   | 6768   |
| 1911年 | 1931年 | 1936年 | 1941年 | 1945年 | 1946年 | 1951年 |
| 4209   | 4321   | 4175   | 4425   | 4175   | 4354   | 4606   |
| 1957年 | 1962年 | 1967年 | 1974年 | 1982年 | 1990年 | 1999年 |
| 4879   | 5025   | 5186   | 5840   | 6041   | 6277   | 6316   |
| 2006年 | 2011年 | 2013年 | 2016年 |        |        |        |
| 6125   | 6080   | 6057   | 6008   |        |        |        |

出典:フランス海外領局、INSEE ·  ·  ·  · 

### 教育と教育課程

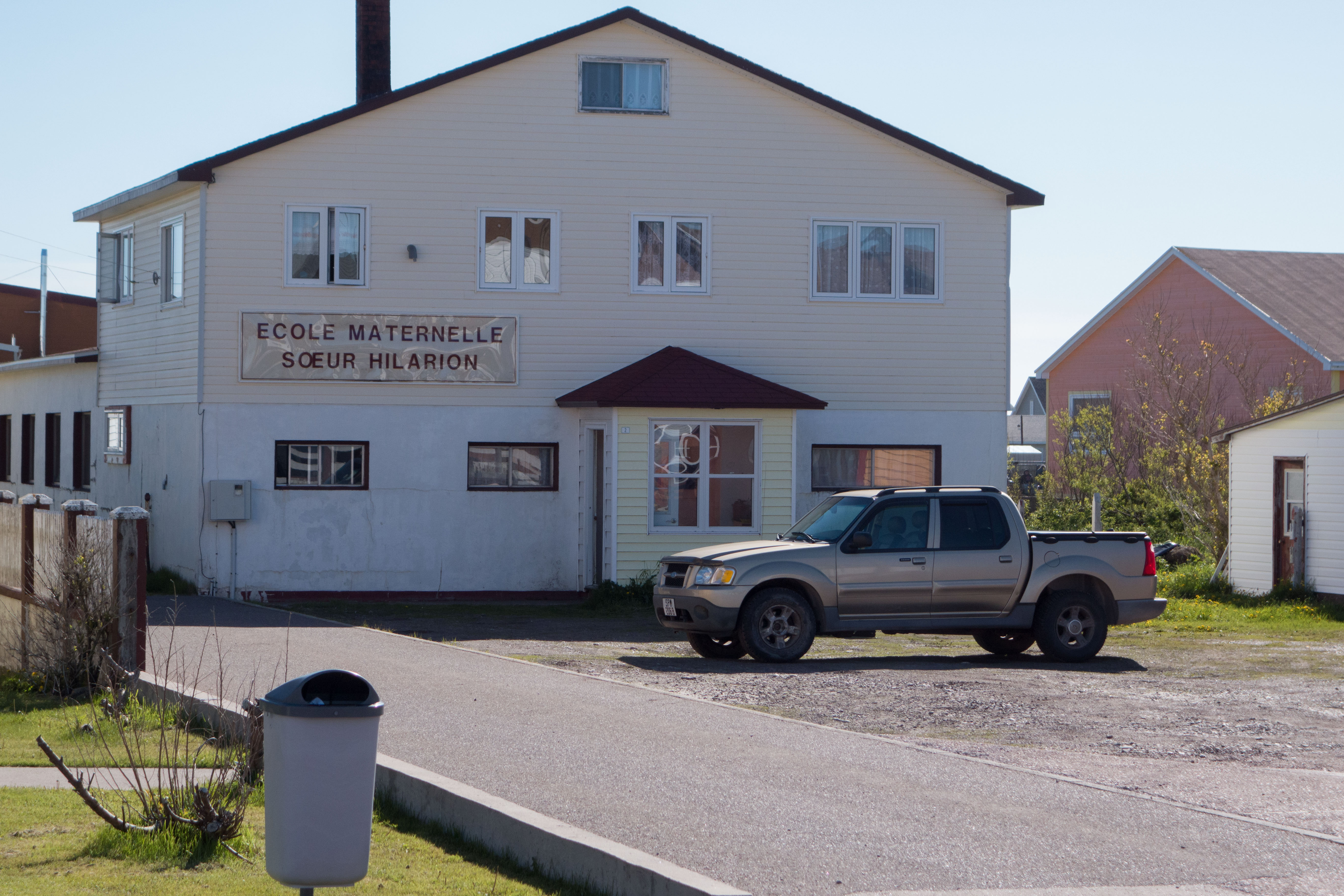
ミクロン島の学校

サンピエール島およびミクロン島の教育機関は、サンピエール島およびミクロン島の公教育を代表するアカデミー・ド・カーン（fr、カーン教育行政区）の一部である。
学校施設は、小学校4校、ミクロンに分校のあるコレージュ、国立リセとサン＝ピエールにある職業リセで構成される。サンピエール島・ミクロン島初のリセ教育が始まったのは1963年10月である。私立教育は、国との契約のもと、小学校4校と職業リセで行われている。2006年時点で、1330人が学校に通っていた。
バカロレアを取得後、サンピエール島およびミクロン島の学生は、知事の権限の元で書類に付与された機動性パスポートの恩恵を受けて、（大学教育の課程のない）群島の外で勉強を続けることができる。特別地方自治体としてのサンピエール島およびミクロン島も、長期休暇中の毎年の帰省と同様（大学教育初期3年間）、本土との往来にかかる経費をカバーしている。ほとんどの学生は、勉学を続けるため本土行きを選択する。

### 保健衛生
主都サン＝ピエールには、病床59床と救急医療を備えたフランソワ・デュナン病院センターがある。病院センターは約20人の医療従事者を含む約380人を雇用している。専門家数名が一年を通じて派遣される。地元の社会保障基金は、2007年に病院と別の保健衛生センター設立に貢献した。ミクロンには、医師のいる診療所がある。
群島の保健衛生システムの特徴の1つは、その高いコストであり、国家予算によって部分的に相殺されている。この費用は、特に、群島の医療現場で提供できない医療を必要とする患者を島外へ避難させることから生じている。2016年には844人（2015年に730人）が、群島外へ運ばれ、そのうち82％がカナダ（主に、サンピエール保健衛生センターおよび社会保障基金と三者協定を結んでいる、ニューファンドランド島セントジョンズの病院へ）、18％がフランス本土へ向かった。

## 経済
2004年の指標に基づいて初めてつくられた、サンピエール島およびミクロン島のGDPは、住民1人あたり26073ユーロであった。しかし、フランス本土の大都市の基準に近いこの高いレベルは、本質的に購買力に基づいているため、注意深く検討する必要がある。このことは、労働人口のほぼ1/3が、公的資金から約40％から60％の割合でスライドされ給料を受け取っているという事実によって、助長されている。
これに加えて、住民の購買力を支えるユーロに対するドルレートの弱さが原因で、漁業市場（輸出）や観光など特定の分野が不利益を被っている。
群島の経済成長は、海外準県評議会が長を務めるサンピエール島およびミクロン島の群島開発振興協会に委任されている。

### 漁業
タラ漁およびヨーロッパやアジアの漁船への支援は、タラが豊富にとれるニューファンドランド島沖のグランドバンクからさほど遠くないこの群島の、伝統的かつ主要な経済活動だった。1950年代から近代的な高性能のトロール船が産業の特徴となった。しかし、1992年にニューヨークの裁判所で仲裁が確定した後、群島周囲のフランスの排他的経済水域が定まり、直後にカナダがこの種の漁を一時停止したため、漁業資源の大幅な減少に続いて、漁業活動そのものが激減した。
さらに、タラの漁獲量割り当ての減少に加え、ズワイガニ、ダンゴウオ科、ロブスターなど、小規模なユニットで漁業の専門家が漁を行う方法が開発された。したがって、魚の輸出のおかげで最盛期には全体の約50％だった輸入・輸出の均衡は、約10％に下がり、地方経済の大きな弱点を浮き彫りにした。国と海外準県からの確かな財政的支援のおかげで、漁業全体が生き残っている。

### 領海

カナダの排他的経済水域に囲まれた、群島の排他的経済水域

1973年の国連海洋法条約で定義された新しい海洋法により、現在、国家は排他的経済水域を200海里（370km）を超えて拡大し、周辺の大陸棚を含めることができている。
1988年4月、トロール船クロワ・ド・ロレーヌ号が群島の選挙当選者の扇動によってカナダ領海を侵犯し、カナダ沿岸警備隊に逮捕された。乗組員、乗船していた4名の選挙当選者、 群島のカトリック司教は2日間にわたってセントジョンズで拘束されたが、その後フランス国家による多額の罰金支払い後に釈放された。1992年の国際司法裁判所による仲裁では、フランス側が要求した47000km2の代わりに、フランスには12400km2の排他的経済水域のみが与えられた。
カナダは、サンピエール島およびミクロン島の領海が、ニューファンドランド島の南にあるカナダ独自の排他的経済水域を犠牲にして拡大することに反対している。オタワの連邦政府は、1992年のニューヨークの仲裁裁定から生じた領海を守るとしている。しかし、この仲裁裁定は仏加両国とも受け入れず、さらに群島の当局者たちも受け入れなかった。仏加間で問題となっている漁業問題は、カナダの沿海州と連邦当局の間でも発生している。しかし、この問題は、1990年以前ほど深刻ではなくなった。それは、漁業資源が減少し、オタワの連邦政府が大西洋岸全域で世界的な猶予を課したからである。
サンピエール島およびミクロン島の選挙当選者たちは、2009年3月に誕生した『大陸棚の集団』（Collectif pour le plateau continental）所属である。その目的は、領海問題において群島の権利拡大を目指し、2009年5月13日までにパリの国連境界委員会への同意書の提出を推進することであった。カナダは、フランス領の群島が大陸棚を拡張することになる可能性に反対する法律の草案を作成した。当時の内務大臣ミシェル・アリヨ＝マリーは、2009年3月25日、国連で群島の漁場を拡大するよう要請する趣意書を発表した。フランスは2009年5月8日、国連に、サンピエール島およびミクロン島、フランス領ポリネシア、ウォリス・フツナにおけるフランス大陸棚拡張の事前申請を行った。このケースは行き詰っている。

### 農業
春まで厳しい気候が続くため、農業に適した期間は約3か月と短い。肥沃な地表と土壌に欠けていること、泥炭質および粘土質であること、これらは穀物栽培に不利な状態である。1990年代初頭から、様々な農業開発が行われてきた。特に、温室での野菜栽培（レタスとイチゴ）である。食肉生産は、主にブロイラー、卵、アヒル、子羊の肉である。農業分野全体は、本土の支援（農林行政局の農業管理サービス）と地元の投資規定の恩恵を受けているが、消費者の需要のごく一部しか満たすことができない。

### 建設および公共事業

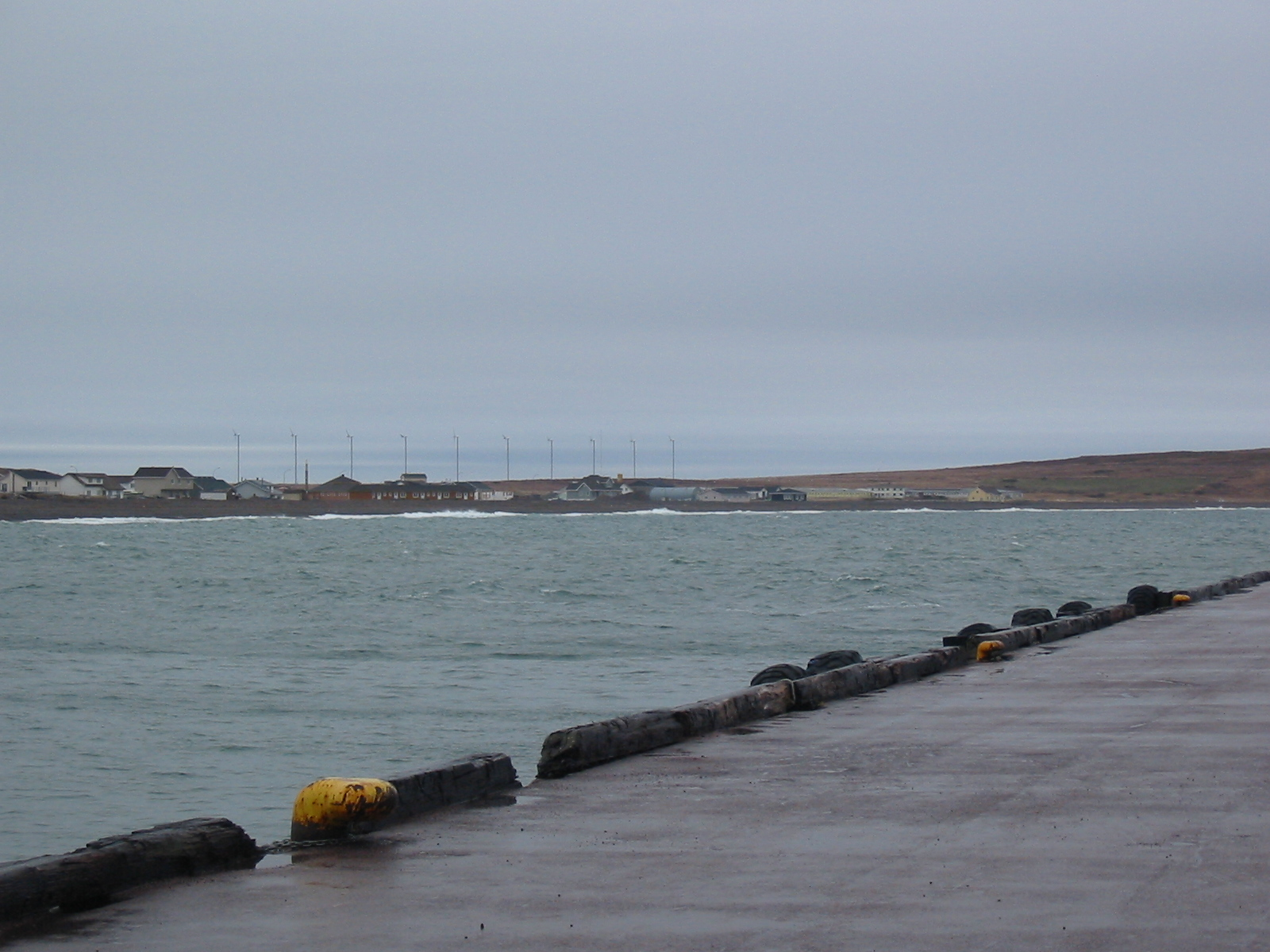
ミクロン島の風力発電タービン

推定労働力3200人のうち約10％を雇用する建設業は、不可欠な経済分野である。気候の季節変動にしたがい、主に4月・5月から11月終わりまで展開する。個別住宅建設が優勢であることが特徴で、質の高い職人の技を見せている。サンピエール島およびミクロン島の住宅問題は、他の海外準県で見られる問題とは全く異なっている。不衛生さや、快適さの欠如も、スラムも実際に存在していない。1999年の国勢調査では、住宅2415軒、428軒の別荘、臨時の住居15軒、空き家78軒があった。2006年には、2517軒が住居で、173軒が空き家だった。住民の高齢化にもかかわらず、住宅の数はサン＝ピエールで5.8％、ミクロン＝ラングラードで7.3％増加した。
一部の地元企業が実施する公共事業は、公共調達に大きく依存しており、国、海外準県、または2つの地方自治体によって公正にサポートされている。

### 商業
商業は労働力のうち約15％の雇用を生み出しており、流通業が主体である。1980年以降、地元ブランドが大きく発展した。海に囲まれた島であること、市場が狭いこと、遠隔地であることは、時に繊細な管理に貢献する。島に供給されるものの大部分は北米大陸からの建設資材、肉や野菜である。同じことが、大型船の半分、大型の建設機械、および非常に多いプレジャーボートにも当てはまる。全ての輸入品は、それがたとえ輸入元がどこであろうが、地方予算の原資である関税や税金の対象となる。

### 観光
観光シーズンは2つの時期に分かれている。
- 5月から10月までの繁忙期には、専用のインフラがフルスピードで稼働している。観光客は主に船でやってきて、大部分はカナダ人である。アメリカ人とフランス人も、北米のフランスの島に旅行する。
- 11月から4月までの閑散期は、ビジネスツーリズムが主となる。群島へビジネスのためやってきて短期間から長期間働くことは、群島を訪れて観光する機会にもなる。この時期には定期船が停泊し（2019年には16隻）、ボートで島を数時間クルーズできる[48]。

サンピエール島およびミクロン島の観光名所は手つかずの自然であり、季節の移り替わりにつれ海を渡ってくる動物である（ニシツノメドリ、ハクトウワシ、シャチ）。

### 炭化水素
カナダ東海岸沖の海底堆積物を抽出する北米の石油会社は、セーブル島のノバスコシア・ガス盆地に最も近いエリアである、群島南側のフランスの排他的経済水域tuyauにおいて、液体または気体の炭化水素を発見することに関心を持っている。ここでは2001年から掘削探査が行われている。
ニューファンドランド島とノバスコシアに利益をもたらす沖合油田開発からの大幅な経済波及効果を考えると、サンピエール島およびミクロン島は将来、興味深い堆積物が領海内または、サン＝ピエール島南側にある仏加両政府が構想する『共同管理地域』（現在フレンチ・バゲットの名で知られている）で発見された場合に受け取る有益な影響を、推し量っている。

## 文化

### スポーツ
サンピエール島およびミクロン島ではサッカーが最も人気のスポーツであり、1976年にサンピエール島・ミクロン島サッカーリーグが創設されている。サンピエール島・ミクロン島サッカー連盟によって、サッカーサンピエール島・ミクロン島代表が組織されている。しかし、国際サッカー連盟（FIFA）や北中米カリブ海サッカー連盟（Concacaf）には未加盟のため、FIFAワールドカップおよびCONCACAFゴールドカップには参加出来ない。

### 宗教

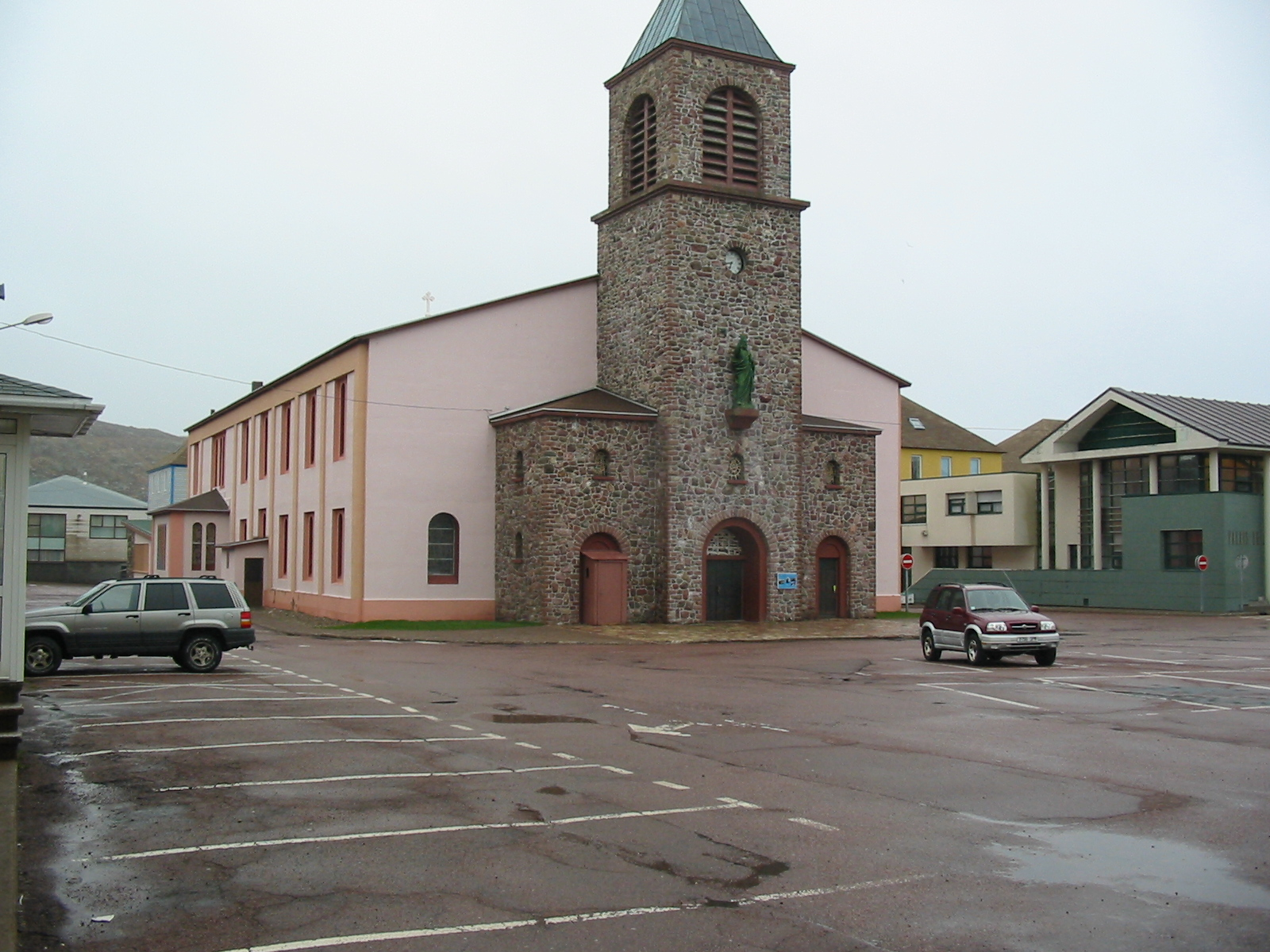
サン・ピエール教会

サンピエール島およびミクロン島の優勢な宗教は、ほとんどの住民が信仰するカトリック教会である。2018年3月1日まで群島には、カトリックのサンピエール島およびミクロン島使徒座代理区が置かれていた。以後、使徒座代理区はフランス本土のラ・ロシェルおよびサント司教区に統合された。なお、2018年から司教によって島の助任司祭が任命されている
。
カプチン・フランシスコ修道会の修道士で聖書批評学者のシモン・レガスは、サン・ピエール出身である。福音派には礼拝の場所があり、エホバの証人には2013年8月に建てられた独自の祈りの場所があり、カトリックのサン・ピエール教会もある。

## メディア

### 遠距離通信
最も現代的で多様化した通信手段として、群島の住民に提供されているのは、インターネット、固定電話および携帯電話、ケーブルテレビネットワークである。インターネットおよびモバイルサービスは、電話通信会社2社、GlobaltelとOrangeの子会社SPM Telecomによって提供されている。地元で利用可能な暗号化カードを備えたテレビで、地元の無料地上デジタルテレビ放送（チャンネル数8）にアクセスできる。GlobaltelとSPM Telecomは、携帯電話と携帯電話サービスも提供している（GSM標準電話向け）。GSM850MHz帯域や、北米の他の地域で利用するGSM1900MHz帯域とは異なる、GSM900MHz帯域を利用する。コンピューター機器の重要性により、島民は島であることの状況と遠隔地である影響を減らすことができる。

### ジャーナリズム
主都サン＝ピエールで毎週発行されるL'Écho des Caps紙、ミクロン＝ラングラード庁舎が発行するL'Horizon紙の他、オンラインマガジンlaviesurlecaillou.comがある。

### ラジオ
サンピエール島およびミクロン島にはFMラジオ局が5局ある（最後の中波局は2004年にFMに転換された）。3局がサン＝ピエールに、1局がミクロン＝ラングラードにある。

### テレビ放送
サンピエール・エ・ミクロン・ラ・プルミエールは、フランス・テレビジョン傘下の、地元の地方公共テレビチャンネルである。群島では、フランス2、フランス3、フランス4、フランス5、France Ô、France 24、アルテが視聴可能である。地元の電気通信プロバイダーSPM Telecomは、北米の標準NTSCをSECAMK1に変換したケーブルネットワーク上で、いくつかの北米のテレビ局を放送している。さらに、サンピエール・エ・ミクロン・ラ・プルミエールは、カナダのショー・ダイレクト衛星放送（ショー・コミュニケーションズ傘下）にピックアップされ、カナダのほとんどのデジタルサービスでNTSCに変換される。

## 風景

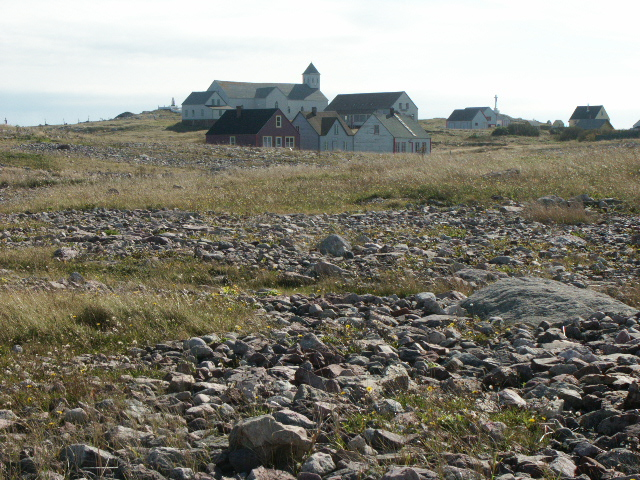
マラン島
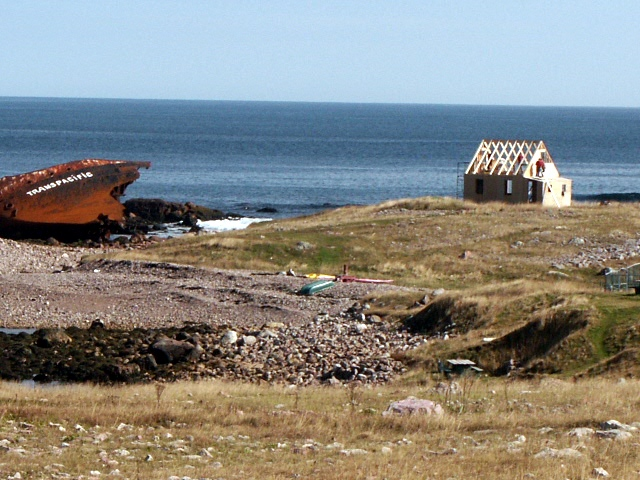
マラン島の難破船
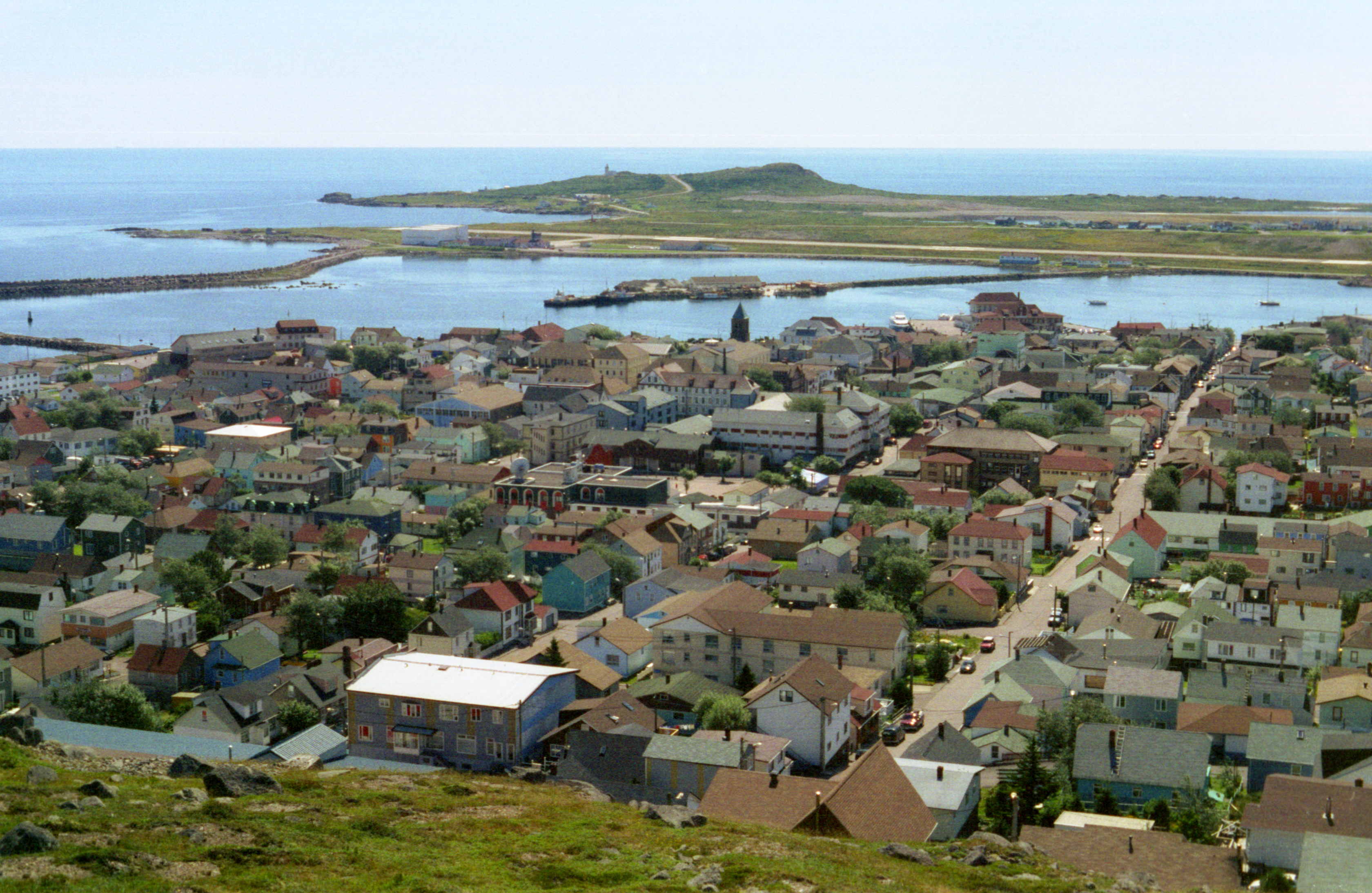
サン＝ピエール
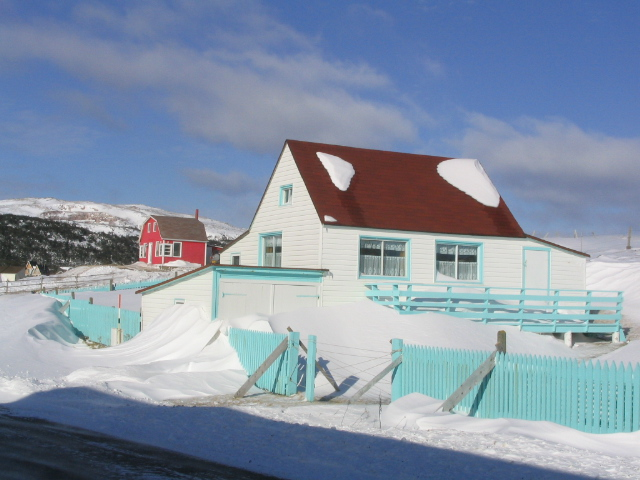
冬のサン＝ピエール
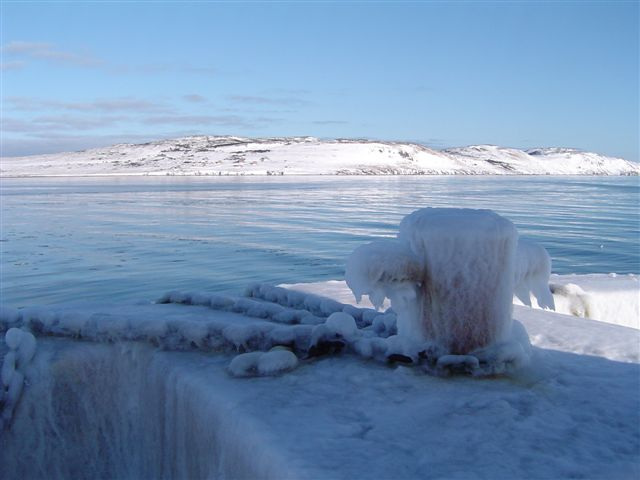
冬のサン＝ピエール
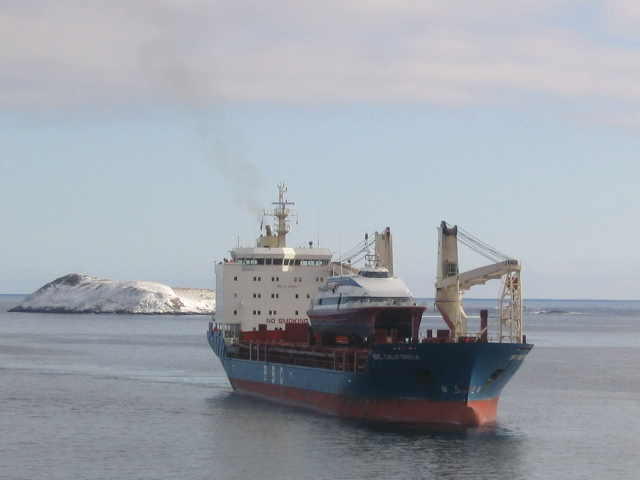
貨物フェリーBBCカリフォルニアがノルウェーを発ってサン＝ピエールに到着する。2005年
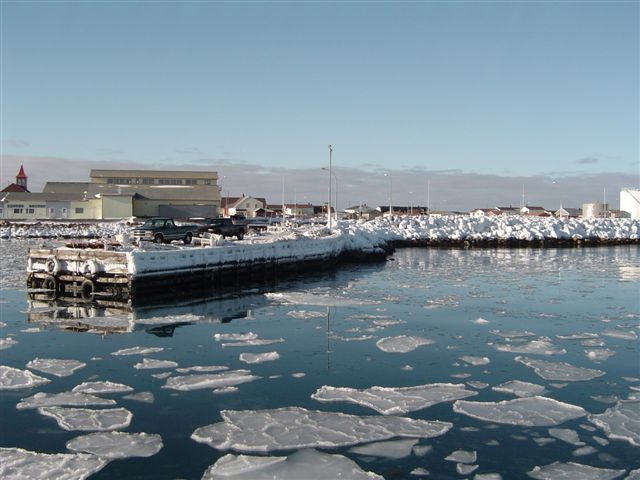
冬のサン＝ピエール港
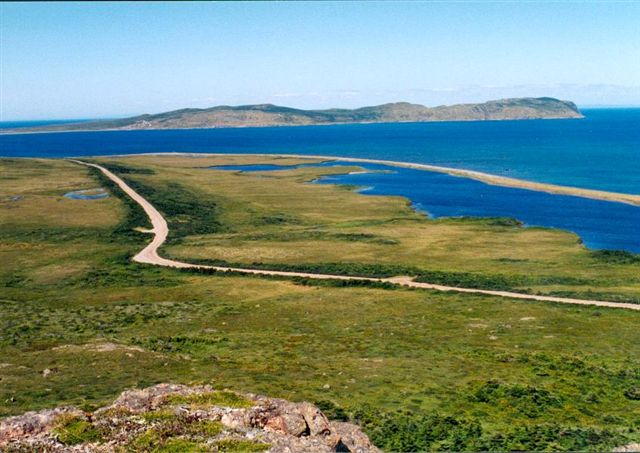
ミクロンの風景
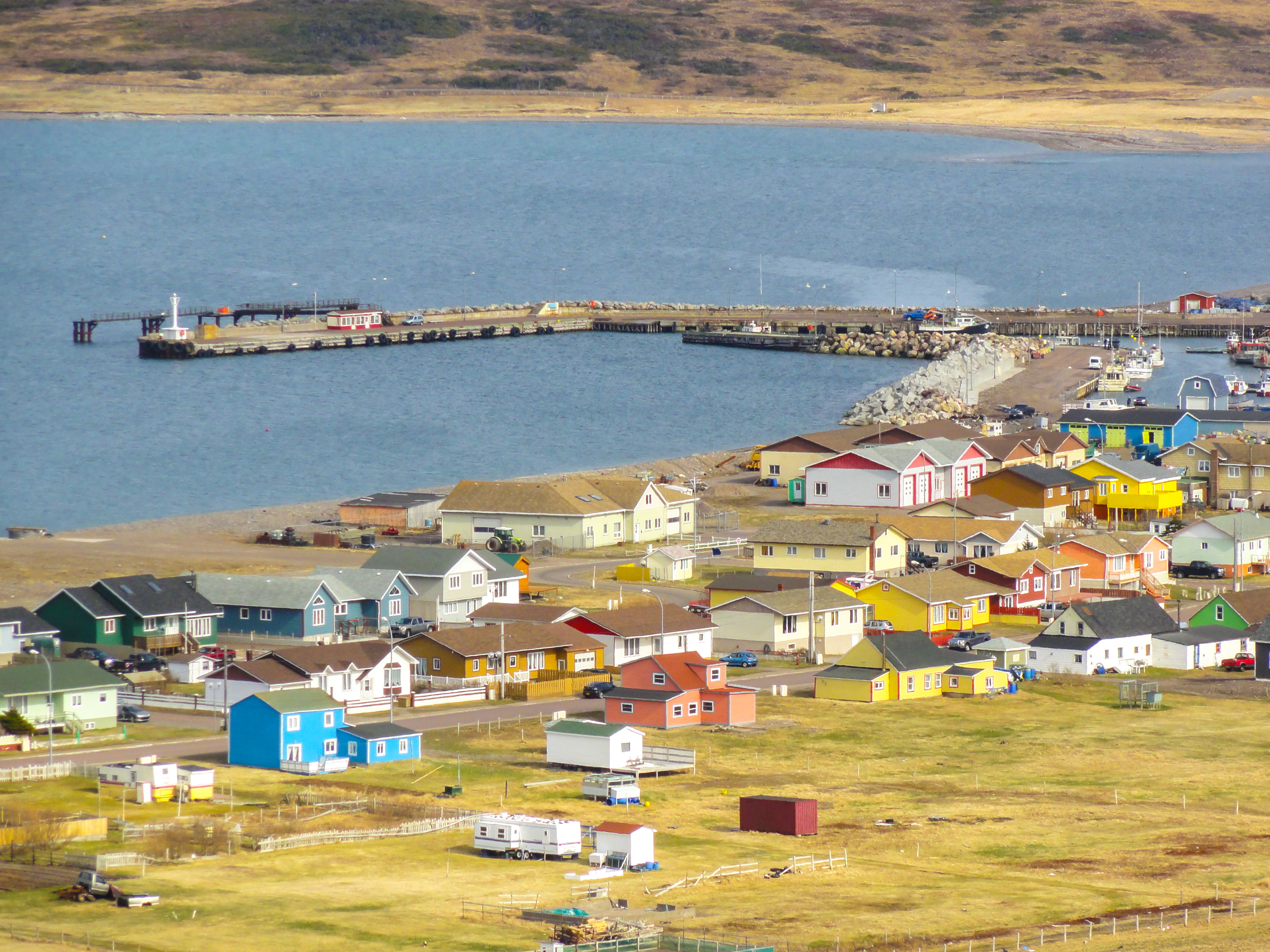
ミクロン＝ラングラード
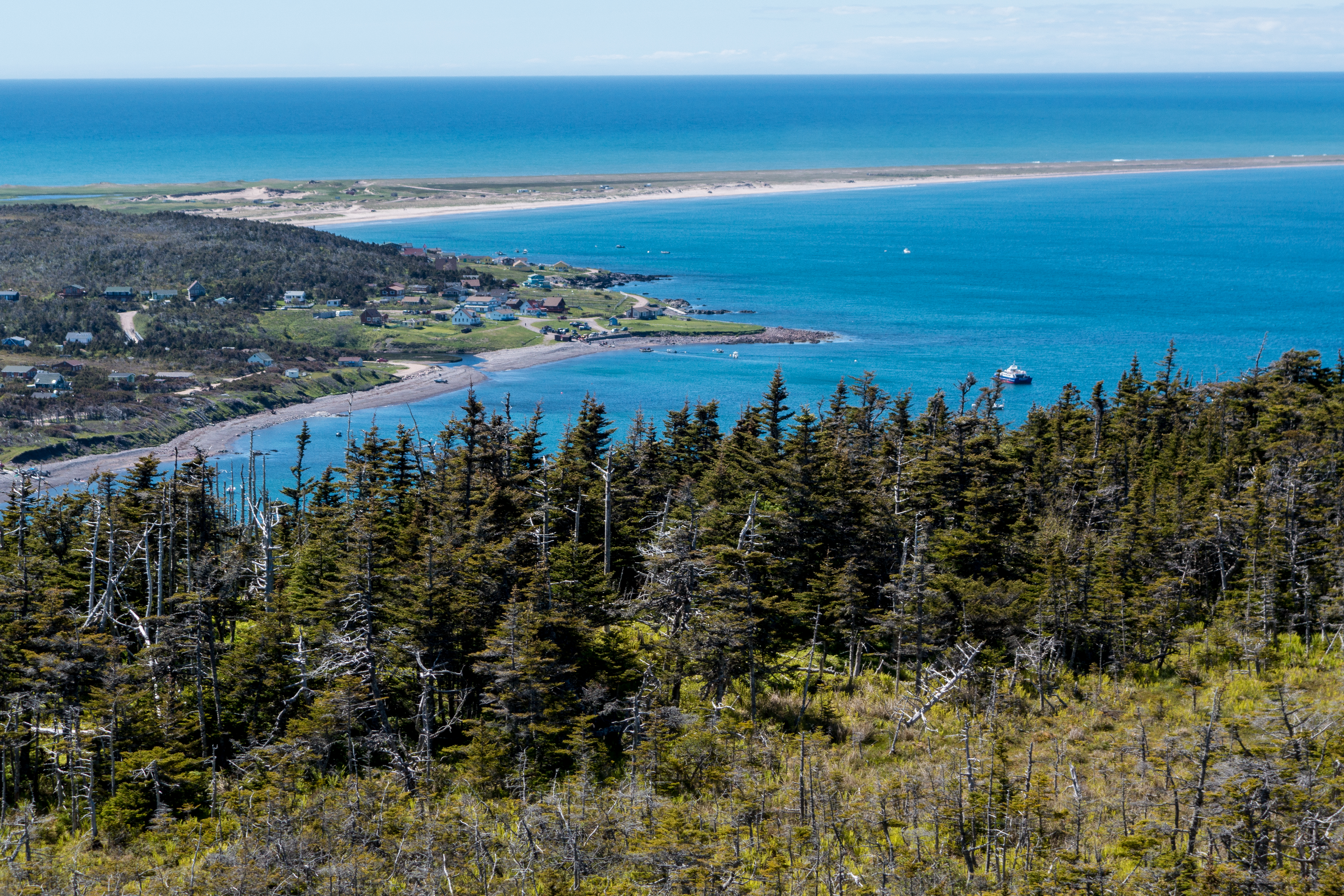
ラングラードからアンス・オ・グヴルヌールをのぞむ